# سهم‌آباد
سهم‌آباد (خنداب)، روستایی از توابع بخش خنداب شهرستان اراک در استان مرکزی ایران است.

## جمعیت
این روستا در دهستان اناج قرار دارد و براساس سرشماری مرکز آمار ایران در سال ۱۳۸۵، جمعیت آن ۱۹۷ نفر (۵۰خانوار) بوده‌است.